# Henry Charles DeAhna
Henry Charles DeAhna (ur. 1823, zm. 1891) – amerykański wojskowy i urzędnik państwowy pochodzenia niemieckiego, od 1877 do 1878 faktyczny gubernator Departamentu Alaski (formy, w którą była zorganizowana Alaska od 1867 do 1884).
Urodził się w latach 20. XIX wieku w Bawarii. Podczas wojny secesyjnej dowodził regimentem unionistów w Indianie. Podlegał generałowi Johnowi Frémontowi, z którym próbował się spotkać w kwaterze. Gdy odmówiono mu tego, próbował wejść siłą. Został za ten incydent skazany, jednak decyzję cofnął sąd apelacyjny (z Winfieldem Scottem w składzie). Starał się później u prezydenta o nominację generalską, tę jednak odrzucił Senat, mając go za zagranicznego awanturnika. Następnie ujawnił, że konfederaci próbowali łapówką przekupić do przejścia na swoją stronę Percy’ego Wyndhama, oficera. DeAhna chciał dostarczyć pieniądze i dowody bezpośrednio Abrahamowi Lincolnowi, jednak ten odesłał go do sekretarza skarbu Salmona Chase’a. Pieniądze z łapówki skonfiskowano, jednak prawdziwość oskarżeń DeAhny nie jest pewna.
W październiku 1877 mianowany przez prezydenta Ulyssesa Granta podatkowym pracującym na Alasce, jednak Senat nigdy tej nominacji oficjalnie nie potwierdził. W praktyce miał nie zajmować się ich zbieraniem i czuć rozczarowanie tym regionem. Alaską od 1877 do 1879 zarządzał Departament Skarbu, którego był wówczas najwyższym urzędnikiem w terenie. Jako taki od 14 sierpnia 1877 do 26 marca 1878 był formalnie gubernatorem Alaski.
Był żonaty, miał piątkę dzieci.